# 3 Doors Down
Three Doors Down er et amerikansk alternativt rockband, der blev dannet i 1996 i Escatawpa i Mississippi, USA.
Bandet fik tegnet en kontrakt til Universal Records i år 1999 for deres første album, The Better Life. 
De modtog international opmærksomhed da deres single Kryptonite kom ud. Sangen kom ud i forskellige lande og sangen blev nr 1 i rock- og popradioer. Albummet blev solgt i over 6 millioner eksemplarer.
Be Like That var en af hovedsangene på albummet: Soundtrack of American Pie 2 (2001).
Det næste album viste sig at være lige så succesfuldt. Away from the sun udkom i 2002 med sangen When I'm Gone. Videoen til sangen handler om amerikanske soldater. Den blev spillet i næsten et år på rock- og popradioer. Sangen Here Without You blev en ny multiformat-succes blandt især voksne, mens singlen "The Road I'm On" og "Away From The Sun" var mindre hits. Der blev solgt over 3 millioner eksemplarer af albummet.
3 Doors Down udgav sit tredje album, Seventeen Days, i 2005, og fik et af numrene på Billboard 200. Albummet fik platin på mindre end en måned. Den første single, Let Me Go, blev spillet meget verden over, ligesom opfølgeren Behind Those Eyes. World Wrestling Entertainment (WWE) brugte i 2005 Here Without You som en af indgangssangene for den sene Eddie Guerrero (wrestler). WWE brugte også Behind Those Eyes som en af indgangssangene i årets WrestleMania 21 begivenhed.

## Albums
- 3 Doors Down (1997)
- The Better Life (8. Februar, 2000) – #7 U.S. – 6x Platin
- Away from the Sun (12. November 12, 2002) – #8 U.S. – 3x Platin, #8 AUS – Platin
- Seventeen Days (8. Februar, 2005) – #1 U.S. – Platin
- 3 Doors Down (2008) – Guld
- Time of My Life (2011)
- Us and the Night (2016)

## The Better Life Foundation
3 doors down startede i 2003 “The Better Life Foundation” for at give så mange børn som muligt et bedre liv. Siden den startede, har ”The Better Life Foundation” støttet utallige velgørenhedsprojekter i USA, og hjulpet Gulf Coast-regionen i Mississippi efter orkanen Katrina. 

## Bandmedlemmer
- Brad Arnold – Vokal
- Matt Roberts – Guitar
- Chris Henderson – Guitar
- Todd Harrell – Bass
- Greg Upchurch – Trommer

Brad Kirk Arnold (født den 27. september , 1978) Forsangeren. Han spillede trommer på deres første CD; ”The Better Life”. Han voksede op i Escatawpa, Mississippi, men lige nu bor han i Jackson, Mississippi.
Da Brad fortalte sin far, at det var hans stemme på CD'en, svarede faderen: "Go tell your mamma. She might believe you." (Fortæl din mor det, hun tror dig måske). Han havde ikke hørt sin søn synge et eneste ord, før bandets første CD udkom. 
Brad Arnold er det yngste medlem af bandet, og når han skriver sange, gør han det kun bag trommerne, fordi han føler det er det eneste sted han kan skrive. Han har prøvet at komme af med sin sydlige accent, men han sagde det var for svært. 
Brad har været skadet pga. en bilulykke, den 3. februar 2006, der gjorde, at bandet måtte aflyse to koncerter. Det var hans kone der kørte, og hvis han ikke havde haft sikkerhedssele på, ville han nok være død nu. 
Brad havde følgende at sige om sin tatovering: "Min tatovering er lavet af Jesus når han bliver korsfæstet. Den er lavet af tribale linjer så det ikke ligner et billede." 
Matt Roberts (10. januar 1978 - 20. august 2016) er guitarist i 3 Doors Down.
Roberts oprettede bandet i 1996 sammen med Brad Arnold og Tod Harell. 3 doors down har haft 2 guitarister siden 1997, da Chris Henderson kom med I bandet. Roberts og Henderson spiller ofte noder sammen – mest guitarsoloer spillet af Roberts, mens Henderson holder rytmen. Han bruger for det meste Ibanez-guitarer.
Christopher Lee Henderson (født den 30. april, 1971.) 
Henderson spiller guitar. Han har været gift med Tonya Lee Henderson siden den 3. november, 2001. Hans forældre hedder Gordon (stedmor Bonnie Henderson) og Sue Henderson. Chris Henderson voksede op i Escatawpa, Mississippi. 
Chris Henderson har fire tattoos. Et 3 Doors Down logo på sin venstre arm. Hans anden er på det højre ben, og hans overarme. 
Chris Hendersons guitar er en Paul Reed Smith Signature Singlecut Chris Henderson Model, og af akustiske bruger han Taylor's.
Greg Upchurch (født 1. December 1, 1971, Houma, Louisiana) er trommeslager for 3 Doors Down. Han kom med som erstatning for Daniel Adair, som forlod bandet i 2005. Upchurch hjalp bandet Puddle of Mudd, før han forlod dem i 2005 for 3 Doors Down.
Robert Todd Harrell (født den 13. februar, 1972). Han spiller bas. Han voksede op i Escatawpa, Mississippi.

## Todd's tattoos
- 3 Doors Downs Logo er på hans ryg, halvdelen er guld og den anden platin – repræsenterer succesen for albummet The Better Life.
- En dobbelt sol på hans albue – For albummet Away From The Sun.
- Hans øgenavn T-Bone står på hans ryg
- Den fjerde er på hans ankel.

## Deres Cd’er
De har indtil videre udgivet 6 cd’er, men den første kender man ikke meget til. 
Den første hed – ligesom den femte – ”3 Doors Down”. Den blev lavet i 1997, men der blev kun solgt ganske få. 
Deres andet album blev deres gennembrud. Den hedder ”The Better Life”. Den solgte 6x platin. 3 af sangene på Cd’en blev nr. 1 på forskellige lister, og Cd’en blev nr. 7 på en liste. Albummet udkom i 2000. 
Tredje album;”Away From The Sun”, solgte 4x platin. Det udkom i år 2002, og blev nr. 8 på to lister. På den Cd var der to hits, der nåede helt til tops på listerne. Den ene var ”Here Without You”. 
Fjerde Album var ”Seventeen Days”, og udkom i 2005. Der var mange sange der kom på hitlisterne, men ingen af dem blev nr. 1. ”Let Me Go” var dog tæt på, som nr. 3. Cd’en solgte platin.
Femte album er ”3 Doors Down”, der udkom i 2008. Sangen ”It’s Not My Time”, blev nr. 1 på to forskellige lister. Cd’en fik kun solgt guld.
Sjette album udkom i 2011 og hedder "Time of My Life".